# 郡上市合併記念公園市民球場
郡上市合併記念公園市民球場（ぐじょうしがっぺいきねんこうえん しみんきゅうじょう）は、岐阜県郡上市にある野球場である。郡上市合併記念公園内にある。

## 歴史
- 2011年（平成23年）8月7日 - プロ野球ウエスタンリーグ公式戦・中日対広島戦が開催。ただし３回途中で降雨の為、ノーゲームとなった。

## 施設概要
- 収容人員：4,551人
- 球場規模 中堅122m､両翼97.6m
- スコアボード：得点表示・電光式、選手表示・パネル式

## 交通
- 長良川鉄道・美濃白鳥駅より徒歩約7分